# 日本の特別支援学校の廃校の一覧
日本の特別支援学校の廃校の一覧（にほんのとくべつしえんがっこうのはいこうのいちらん）は、日本の特別支援学校の廃止における学校記事一覧である。

## 地域別の一覧

### 北海道地方
- 北海道特別支援学校の廃校一覧

### 東北地方
- 青森県特別支援学校の廃校一覧
- 岩手県特別支援学校の廃校一覧
- 秋田県特別支援学校の廃校一覧
- 宮城県特別支援学校の廃校一覧
- 山形県特別支援学校の廃校一覧
- 福島県特別支援学校の廃校一覧

### 関東地方
- 茨城県特別支援学校の廃校一覧
- 栃木県特別支援学校の廃校一覧
- 群馬県特別支援学校の廃校一覧
- 埼玉県特別支援学校の廃校一覧
- 千葉県特別支援学校の廃校一覧
- 東京都特別支援学校の廃校一覧
- 神奈川県特別支援学校の廃校一覧

### 中部地方
- 新潟県特別支援学校の廃校一覧
- 富山県特別支援学校の廃校一覧
- 石川県特別支援学校の廃校一覧
- 福井県特別支援学校の廃校一覧
- 山梨県特別支援学校の廃校一覧
- 長野県特別支援学校の廃校一覧
- 岐阜県特別支援学校の廃校一覧
- 静岡県特別支援学校の廃校一覧
- 愛知県特別支援学校の廃校一覧

### 近畿地方
- 三重県特別支援学校の廃校一覧
- 滋賀県特別支援学校の廃校一覧
- 京都府特別支援学校の廃校一覧
- 大阪府特別支援学校の廃校一覧
- 兵庫県特別支援学校の廃校一覧
- 奈良県特別支援学校の廃校一覧
- 和歌山県特別支援学校の廃校一覧

### 中国地方
- 鳥取県特別支援学校の廃校一覧
- 島根県特別支援学校の廃校一覧
- 岡山県特別支援学校の廃校一覧
- 広島県特別支援学校の廃校一覧
- 山口県特別支援学校の廃校一覧

### 四国地方
- 徳島県特別支援学校の廃校一覧
- 香川県特別支援学校の廃校一覧
- 愛媛県特別支援学校の廃校一覧
- 高知県特別支援学校の廃校一覧

### 九州・沖縄地方
- 福岡県特別支援学校の廃校一覧
- 佐賀県特別支援学校の廃校一覧
- 長崎県特別支援学校の廃校一覧
- 熊本県特別支援学校の廃校一覧
- 大分県特別支援学校の廃校一覧
- 宮崎県特別支援学校の廃校一覧
- 鹿児島県特別支援学校の廃校一覧
- 沖縄県特別支援学校の廃校一覧